# Usu-zan
Usu (jap. 有珠山 Usu-zan) – aktywny wulkan na wyspie Hokkaido, w Japonii. Wysokość 733 m n.p.m.; zaliczany do stratowulkanów.
Od początku XX w. wulkan Usu wybuchał czterokrotnie w latach: 1910, 1944–1945 (w trakcie tej erupcji powstała kopuła wulkaniczna, którą nazwano Shōwa-shinzan), 1977–1982 oraz 2000–2001. Usu położony jest na południowym obrzeżeniu kaldery, w której położone jest jezioro Tōya.
Wulkan Usu położony jest na terenie Parku Narodowego Shikotsu-Tōya.